# Утро делового человека
«У́тро делово́го челове́ка» — комедия Николая Васильевича Гоголя. Создавалась в 1832—1836 годах как часть пьесы «Владимир третьей степени», оставшейся неоконченной. Напечатана в журнале Александра Пушкина «Современник» в 1836 году (т. I.) с подзаголовком «Петербургские сцены». «Утро делового человека», как это видно из письма Гоголя Пушкину при посылке пьесы, первоначально носило название «Утро чиновника», однако название было изменено цензурой.

## История создания
Произведение должно было входить в комедию «Владимир третьей степени». Однако Гоголь отказался от написания комедии, видимо, по цензурным опасениям (в пользу этого говорит отрывок из письма М.Погодину в феврале 1833 г.: «…помешался на комедии. Она, когда я был в Москве, в дороге, и когда я приехал сюда, не выходила из головы моей. Уже и сюжет было на-днях начал составляться, уже и заглавие написалось на белой толстой тетради: „Владимир 3-й степени“ — и сколько злости, смеха и соли!.. Но вдруг остановился, увидевши, что перо так и толкается об такие места, которые цензура ни за что не пропустит. А что из того, когда пьеса не будет играться: драма живет только на сцене. Без неё она, как душа без тела… Мне больше ничего не остается, как выдумать сюжет самый невинный, которым бы даже квартальный не мог обидеться. Но что за комедия без правды и злости!». Либо посчитав произведение слишком громоздким (П. А. Плетнёв писал В. А. Жуковскому: «Его комедия не пошла из головы. Он слишком много хотел обнять в ней, встречал беспрестанно затруднения в представлении и потому с досады ничего не написал»).
После отказа от замысла «Владимир третьей степени» Гоголь перерабатывает фрагменты, чтобы представить их в качестве самостоятельных текстов. Кроме «Утра делового человека», являющегося наиболее цельным произведением, Гоголь извлекает из своей комедии еще 3 отрывка, получивших самостоятельное существование («Тяжба», «Лакейская» и «Отрывок»).

## Сюжет
Действие происходит в кабинете дома у петербургского чиновника Ивана Петровича, к которому заходит его приятель Александр Иванович. Они обмениваются воспоминаниями о карточной игре накануне у Лукьяна Федосеевича и договариваются снова встретиться за игрой завтра. Александр Иванович рассказывает, что был у «его высокопревосходительства» и упомянул в разговоре Ивана Петровича. Иван Петрович признаётся, что давно мечтает «получить хоть орденок на шею», и Александр соглашается намекнуть про это при случае его высокопревосходительству. Заходит Шрейдер, подготовивший бумагу на подпись, однако Иван Петрович отправляет его переписать бумагу из-за слишком маленьких полей. Появляется жена Ивана Петровича, и после небольшой светской беседы Александр Иванович уходит, про себя негодуя по поводу желания Ивана Петровича получить орден, и обещая сделать всё, чтобы он этот орден не получил.

## Действующие лица
- Иван Петрович Барсуков, чиновник
- Александр Иванович, чиновник
- Шрейдер, молодой чиновник, подчинённый Ивана Петровича
- Катерина Александровна, жена Ивана Петровича
- Лакей Ивана Петровича

## Критика
Виссарион Белинский отмечал, что «Утро делового человека» представляет собой нечто целое, отличающееся необыкновенною оригинальностью и удивительною верностью. «Если вся комедия такова, то одна она могла бы составить эпоху в истории нашего театра и нашей литературы».